# Saïd Benzemouri
Saïd Benzemouri – marokański piłkarz grający na pozycji pomocnika. W swojej karierze grał w reprezentacji Maroka.

## Kariera reprezentacyjna
W 1980 roku Benzemouri został powołany do reprezentacji Maroka na Puchar Narodów Afryki 1980. Na tym turnieju rozegrał cztery mecze: grupowe z Gwineą (1:1), z Algierią (0:1) i z Ghaną (1:1) oraz półfinałowy z Nigerią (0:1). Z Marokiem zajął 3. miejsce w tym turnieju.